# Little Caesars
Cet article possède un paronyme, voir Caesar.
Little Caesars est une entreprise de restauration rapide, située à Détroit dans le Michigan et spécialisé dans la pizza. Elle a été fondée par Mike Ilitch et Marian Ilitch en 1959 à Garden City dans le Michigan, sous le nom de Little Caesars Pizza Treat. La compagnie est célèbre aux États-Unis pour son slogan publicitaire : « Pizza! Pizza! ». Le siège social de la compagnie est situé à Détroit. En 1987, la marque est implantée dans tous les États-Unis et également dans certaines régions du Canada. Cette compagnie est célèbre pour offrir deux pizzas pour le prix d'une (d'où le slogan) - elles sont servies sur un plateau en carton et recouvertes d'une feuille de papier. Little Caesar's est également connue pour ses promotions « Hot-N-Ready » (lit. « chaude et déjà prête ») proposant de grandes pepperoni et pizzas au fromage, tranchant ainsi avec l'industrie traditionnelle de la pizza. La famille Ilitch dirige également l'équipe de baseball des Tigers de Détroit, l'équipe de hockey des Red Wings, Olympia Entertainment, une compagnie de théâtre, le Hockeytown Cafe et le Théâtre de Renard de Détroit.